# Сеара (футболист)
Ма́ркос Вена́нсио де Албуке́рке (порт. Marcos Venâncio de Albuquerque; род. 18 июня 1980 или 16 июня 1980, Крату, Сеара), более известный как Сеара́ (порт. Ceará) — бразильский футболист, правый фланговый защитник.

## Биография
Маркос Венансио де Албукерке родился в городе Крату в штате Сеара, однако играть в футбол начинал в столичном клубе «Гама», и впоследствии к футболисту прикрепилось прозвище, созвучное с названием родного штата, Сеара. В год своего дебюта Сеару перекупил «Сантос», с которым игрок провёл остаток 1999 года. Однако затем молодой игрок отправился выступать в низшие дивизионы. Он играл за «Португезу Сантисту», «Сан-Жозе» из штата Сан-Паулу, в 2001 году играл за «Санта-Круз» в Серии A, но занял со своей командой лишь 25-е место в чемпионате и вылетел в Серию B. В 2002 году сначала играл за «Ботафого» из Рибейран-Прету, в игре Кубка Бразилии отметился забитым голом в ворота «Спорта Ресифи», что позволило «Ботафого» сыграть вничью со значительно более сильной командой (1:1) — во втором матче «Спорт» выиграл со счётом 7:2.
Переломным моентом в карьере Сеары стал переход в клуб Серии A, «Коритибу». В 2003 году помог своей новой команде пробиться в зону Кубка Либертадорес, заняв 5-е место в Серии A. В 2004 году перешёл в стан одного из сильнейших клубов Бразилии первой половины 2000-х годов «Сан-Каэтано». В том же сезоне помог «азулао» выиграть единственный на данный момент крупный трофей в истории клуба, Лигу Паулисту. Это стало пиком развития той команды, затем результаты пошли на убыль, особенно после лишения «Сан-Каэтано» очков из-за смерти Сержиньо на поле в конце 2004 года.
В 2006 году перешёл в «Интернасьонал», второй великий клуб в своей карьере (после «Сантоса»). В том году Сеара стал довольно быстро игроком основы «Интера», помог «Колорадос» выиграть Кубок Либертадорес и Клубный чемпионат мира, обыграв в финале испанскую «Барселону», а также занять второе место в чемпионате Бразилии. В следующем году, после завоевания третьего международного трофея в составе «Интера», Рекопы, Сеара перешёл во французский ПСЖ. Дебютировал в 8 туре чемпионата Франции сезона 2007/2008, а свой первый гол забил в 10 туре в ворота «Стад Ренн». Выиграл со своим клубом Кубок французской лиги в 2008 году и Кубок Франции в 2010.
В 2012 году Сеара перешёл в «Крузейро», а в 2013 году стал с этой командой победителем чемпионата Бразилии. Вернулся в «Интер» в 2016 году. 23 июня 2017 года «Интернасьонал» объявил о прекращении действия контракта с Сеарой.

## Достижения
- Чемпион штата Сан-Паулу (1): 2004
- Чемпион штата Минас-Жерайс (1): 2014
- Чемпион штата Парана (1): 2003
- Чемпион Бразилии (2): 2013, 2014
- Вице-чемпион Франции (1): 2011/12
- Обладатель Кубка Франции (1): 2010
- Обладатель Кубка французской Лиги (1): 2008
- Обладатель Кубка Либертадорес (1): 2006
- Обладатель Рекопы (1): 2007
- Победитель Клубного чемпионата мира (1): 2006